# Cmentarz żydowski w Czerniejewie

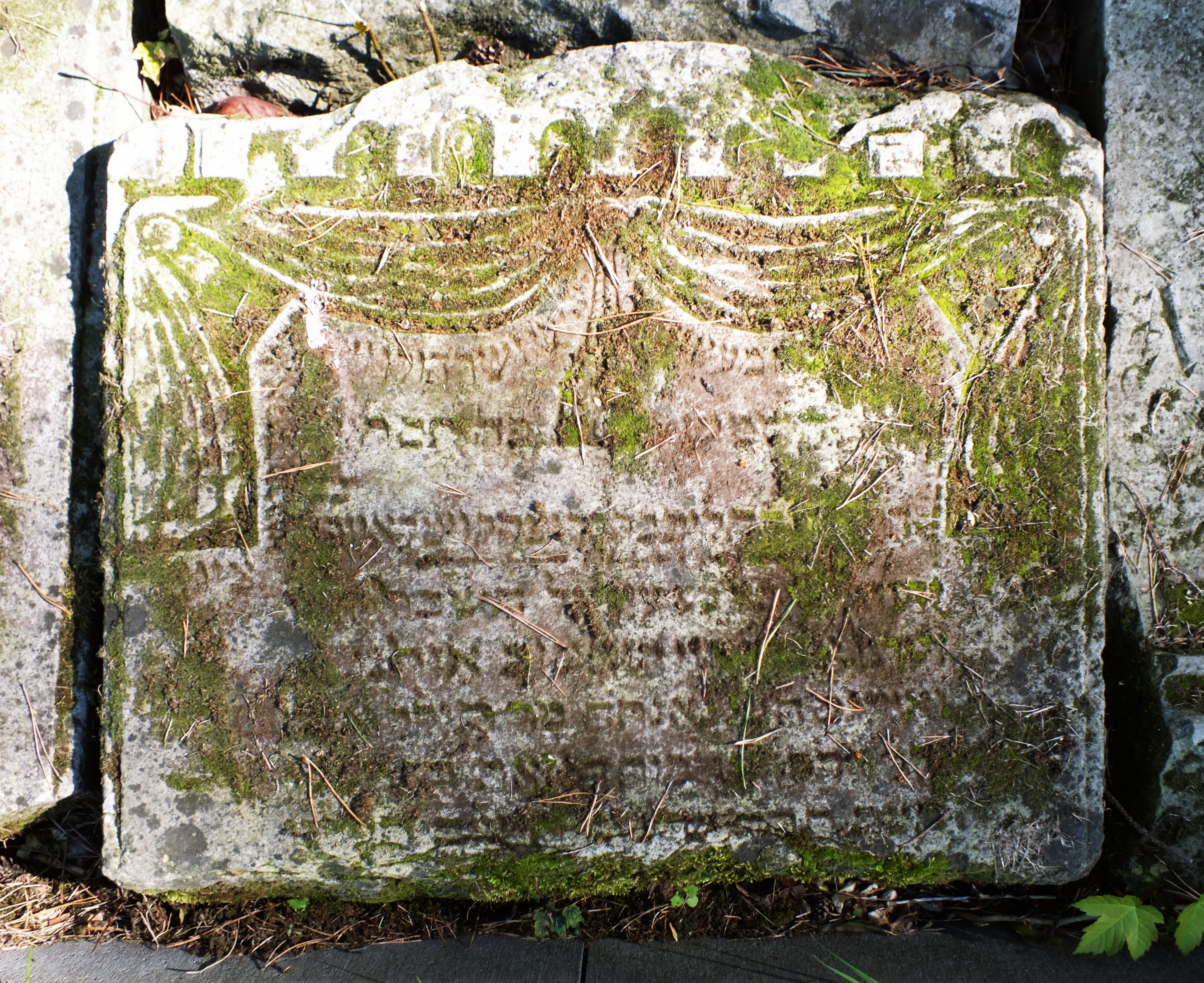
Fragment zachowanej macewy

Cmentarz żydowski w Czerniejewie – kirkut umieszczony poza terenem zabudowanym w Czerniejewie, przy rozwidleniu dróg do Pakszyna i Kąpieli.
W wyniku dewastacji przez kilkadziesiąt ostatnich lat kirkut pozbawiony był macew. Wśród gęstych zarośli można było odnaleźć jedynie nieduży obelisk z inskrypcją: W tym miejscu znajdował się cmentarz wyznania mojżeszowego.
Stan ten trwał do 2009 roku, kiedy to z inicjatywy właścicieli firmy Nordan z Rakowa oraz władz samorządowych, kirkut uporządkowano. Na jego teren przywieziono kilkadziesiąt elementów nagrobków, wydobytych z siedziby straży pożarnej. Wybudowano także pomnik w kształcie macew z napisem: W tym miejscu znajduje się cmentarz, na którym spoczywają członkowie społeczności żydowskiej Czerniejewa. Uroczystość odsłonięcia pomnika odbyła się w dniu 26 października 2009, a wzięli w niej udział między innymi przedstawiciele władz oraz gminy żydowskiej.